# هادي اصغري
هادي اصغري (12 مايو 1981 بسلماس في إيران - ) هو لاعب كرة قدم إيراني في مركز الهجوم. لعب مع نادي أبو مسلم خراسان ونادي استقلال أهواز ونادي باس همدان ونادي راه آهن ونادي سباهان أصفهان ونادي صبا قم ونادي غسترش فولاد وShahrdari Urmia F.C. ‏.

## وصلات خارجية
- هادي اصغري على موقع قاعدة بيانات كرة القدم.إي يو (الإنجليزية)